# Arocephalus punctum
Arocephalus punctum är en insektsart som beskrevs av Flor 1861. Arocephalus punctum ingår i släktet Arocephalus och familjen dvärgstritar. Arten är reproducerande i Sverige. Utöver nominatformen finns också underarten A. p. siculus.